# Port lotniczy Narsarsuaq
Port lotniczy Narsarsuaq (IATA: UAK, ICAO: BGBW) – port lotniczy położony w Narsarsuaq na Grenlandii.

## Linie lotnicze i połączenia
| Linia Lotnicza | Kierunek |
| -------------- | --- |
| Air Greenland  | 1. Alluitsup Paa 2. Kangerlussuaq 3. Nanortalik 4. Narsaq 5. Nuuk 6. Paamiut 7. Qaqortoq Sezonowo: 1. Kopenhaga |
| Icelandair     | Sezonowo: 1. Reykjavík                                                                                          |